# 獫允
獫允，又寫作嚴允、獫狁、玁狁等，為活躍於中華人民共和國內蒙古中南部至陝西省北部之間的古代部落，為西戎之一，與殷商及周人之間曾發生戰爭。其形跡最早可見於周代金文及先秦古籍，有時與犬戎、葷粥、昆夷等名相混用，居住地區亦相同。

## 名稱
獫，或作犭以，漢字本義為獵犬。

## 歷史
據《詩經》記載，周人曾派南仲攻打玁狁，在朔方築城。據《竹書紀年》，帝乙曾要求周人派兵攻打緄夷，由南仲領兵，在朔方築城。《太平御覽》認為在周文王時，西方有昆夷，北方有玁狁
西周中期，玁狁強盛，移居於焦獲，又由焦獲南侵，至於鎬、朔方及涇陽，直接威脅到周室，周宣王命大將尹吉甫率師北征，獲勝，記載於《詩經》。《詩經·采薇》描述當時周王朝與玁狁作戰情況和士兵的艱苦戰鬥生活：“采薇采薇，薇亦作止。曰歸曰歸，歲亦莫止。靡室靡家，玁狁之故。不遑啟居，玁狁之故。”東晉謝玄稱是《詩經》中最好的詩篇。
春秋時玁狁被稱作戎狄。自漢朝始，多以玁狁代指匈奴的先民，《史記·匈奴列傳》：“唐虞以上有山戎、玁狁、葷粥。居於北蠻，隨畜牧而轉移。”

## 學術考證
中華民國學者王國維認為玁狁即允姓之戎，與鬼方、昆夷為同一民族的不同名稱，為匈奴先祖。陳夢家讚同此說。呂思勉認為玁狁，與緄夷，都是犬戎的不同譯名。夏曾佑有相同看法。
中華人民共和國學者余太山贊同獫允即為允姓之戎的說法，認為允姓之戎源自少昊，西遷後為塞種先祖。而塞種與吐火羅人相同，皆源自原始印歐人。他由此推測源自黃帝的氏族，可能都帶有原始印歐人血統。曾憲法認為塞种人起源於克里米亞半島與黑海北岸，於公元前2000年至公元前1000年間東擴至羅布泊。
學者黃文弼認為，鬼方、葷粥、混夷、獫狁等，皆為古代羌族，與匈奴種族不同。學者冉光榮、黃烈、翦伯赞等人皆支持獫狁為羌族的說法。
中華人民共和國學者郭沫若認為，商代的土方為玁狁部落之一，其領土位於今包頭附近。玁狁為夏民族後代。學者王玉哲認為商代的𢀛方即為周代的玁狁。
中華人民共和國學者林澐認為，源自由先秦華夏人群分裂出來的先秦戎狄部落一支，而在體質人類學上，戎狄屬於蒙古人種東亞型，與蒙古人種北亞型的匈奴等遊牧民族分屬不同的族群，兩者不可混為一談。
Paul R. Goldin (2011)将“葷粥 ~ 獯鬻 ~ 獯鬻 ~ 薰育”一词的上古汉语发音构拟为*xur-luk，将“獫狁”构拟为hram′-lun′，将“匈奴”构拟为*xoŋ-NA；并认为这三个名称“显然毫无关联”。他还指出，音变使这些名称变得比实际上更相似，使得史学家认为这些名称指同一个人群。
李峰 (2006)认为王国维的论证“基本上是演绎”，没有确凿证据。李峰从蒲立本(1983)说，反对猃狁和匈奴间的关系，而认为它们都只是西戎之一。李峰认为，猃狁是生活在黄河鄂尔多斯河套至上游一带的“北部复合带”中的土著猎人、农夫与牧民的融合体，可能是鄂尔多斯文化（约公元前16至12世纪）的游牧继承者，社会具有“相当大的规模和高度集中的组织”，能出动上百辆战车对抗周王朝。此外李峰认为“猃狁”和“匈奴”有密切关系，有可能是东周时新造了“犬戎”一词指代猃狁。因为西周金文、《诗经》、《国语》、《竹书纪年》写“猃狁”时都带“犭”旁，带来“犬”的印象。

## 相關
- 鲜虞
- 葷粥
- 犬戎
- 山戎
- 昆夷
- 鬼方